# Cheiraster richardsoni
Cheiraster richardsoni is een zeester uit de familie Benthopectinidae.
De wetenschappelijke naam van de soort werd in 1958 gepubliceerd door Howard Barraclough Fell.